# Barbarito Torres
Barbarito Torres, pseudonimo di Bárbaro Alberto Torres Delgado (Matanzas, 1956), è un musicista cubano, noto soprattutto per la sua partecipazione all'Afro-Cuban All Stars ed al Buena Vista Social Club.
Torres suona il laud, uno strumento tradizionale cubano a 12 corde simile al liuto, tipico del genere musicale guajiro del quale Torres è stato importante rappresentante.

## Biografia
Torres ha iniziato la sua carriera professionale nel 1970, all'età di 14 anni, nel gruppo Serenata Yumunina, guidato da Higinio Mullensche, che dovette lasciare quattro anni più tardi per adempiere agli obblighi della leva. Entrato nell'esercito, ebbe l'opportunità di suonare con la banda militare sino a quando terminò la leva, nel 1976 e immediatamente dopo si unì al Siembra Cultural, un gruppo poi rinominato in Grupo Yarabi.
Una volta stabilitosi a L'Avana divenne membro permanente dell'Orquesta Cubana de Cuerdas e partecipò a diverse sessioni con artisti molto conosciuti come Albita, Sierra Maestra, and Elio Reve. Nel 1990 collaborò contemporaneamente sia con Celina Gonzalez ed il suo Grupo Campoalegre, del quale era direttore musicale, che col Grupo Manguare, riuscendo a registrare un tour con entrambi.
Torres rimase con Gonzales fino al 1995, ma già nel 1992 iniziò a percorrere strade differenti che lo portarono infine alla costituzione del suo gruppo, il Piquete Cubano. Tuttavia la promozione più importante per la sua carriera è stata la sua partecipazione a due grandi progetti: l'Afro-Cuban All Stars e il Buena Vista Social Club. Dopo queste esperienze è apparso in diversi album, come solista, tra cui L'Avana Cafe nel 1999 nel quale erano inclusi anche brani di Ibrahim Ferrer, Omara Portuondo e Luis Mirabel.